# برهان صهیونی
برهان صهیونی (عربی: برهان أحمد صهيوني؛ زادهٔ ۷ آوریل ۱۹۸۶) یک ورزشکار اهل سوریه است.
از باشگاه‌هایی که در آن بازی کرده‌است می‌توان به باشگاه فوتبال نجف، الجیش سوریه، باشگاه ورزشی دهوک، و باشگاه ورزشی اربیل، باشگاه ورزشی دهوک، و تیم ملی فوتبال سوریه اشاره کرد.
وی همچنین در تیم ملی فوتبال سوریه بازی کرده است.